# Andrea Barberis
Andrea Barberis (Génova, 11 de diciembre de 1993) es un futbolista italiano. Juega de centrocampista y su equipo es la A. S. Cittadella de la Serie C.

## Trayectoria
Barberis comenzó su carrera en el amateur FBC Finale Ligure, hasta que en junio de 2012 fichó por el Varese Calcio de la Serie B.
El 9 de junio de 2020 se unió al recién promovido a la Serie B A. C. Monza. En este equipo estuvo tres años y en agosto de 2023 regresó al Pisa S. C. Esta segunda etapa en el club duró una campaña y en octubre de 2024 volvió al F. C. Crotone, donde ya había jugado entre 2015 y 2020. Allí completó la temporada y en julio de 2025 se incorporó a la A. S. Cittadella.

## Selección nacional
Fue internacional juvenil por Italia.

## Estadísticas
Actualizado al último partido disputado el 21 de mayo de 2025.
| Club                      | Div.          | Temporada     | Liga  | Liga  | Copas nacionales | Copas nacionales | Copas internacionales | Copas internacionales | Total | Total |
| Club                      | Div.          | Temporada     | Part. | Goles | Part.            | Goles            | Part.                 | Goles                 | Part. | Goles |
| ------------------------- | ------------- | ------------- | ----- | ----- | ---------------- | ---------------- | --------------------- | --------------------- | ----- | ----- |
| A. C. Pisa 1909 · Italia  | 3.ª           | 2012-13       | 27    | 3     | 7                | 3                | —                     | —                     | 34    | 6     |
| Varese Calcio · Italia    | 2.ª           | 2012-13       | 0     | 0     | 0                | 0                | —                     | —                     | 0     | 0     |
| Varese Calcio · Italia    | 2.ª           | 2013-14       | 20    | 0     | 1                | 0                | —                     | —                     | 21    | 0     |
| Varese Calcio · Italia    | 2.ª           | 2014-15       | 24    | 1     | 3                | 0                | —                     | —                     | 27    | 1     |
| Varese Calcio · Italia    | Total club    | Total club    | 44    | 1     | 4                | 0                | 0                     | 0                     | 48    | 1     |
| F. C. Crotone · Italia    | 2.ª           | 2015-16       | 26    | 1     | 3                | 0                | —                     | —                     | 29    | 1     |
| F. C. Crotone · Italia    | 1.ª           | 2016-17       | 26    | 0     | 1                | 0                | —                     | —                     | 27    | 0     |
| F. C. Crotone · Italia    | 1.ª           | 2017-18       | 38    | 2     | 1                | 0                | —                     | —                     | 39    | 2     |
| F. C. Crotone · Italia    | 2.ª           | 2018-19       | 30    | 2     | 3                | 0                | —                     | —                     | 33    | 2     |
| F. C. Crotone · Italia    | 2.ª           | 2019-20       | 37    | 1     | 2                | 1                | —                     | —                     | 39    | 2     |
| A. C. Monza · Italia      | 2.ª           | 2020-21       | 35    | 1     | 2                | 0                | —                     | —                     | 37    | 1     |
| A. C. Monza · Italia      | 2.ª           | 2021-22       | 40    | 2     | 0                | 0                | —                     | —                     | 40    | 2     |
| A. C. Monza · Italia      | 1.ª           | 2022-23       | 9     | 0     | 1                | 0                | —                     | —                     | 10    | 0     |
| A. C. Monza · Italia      | Total club    | Total club    | 84    | 3     | 3                | 0                | 0                     | 0                     | 87    | 3     |
| Pisa S. C. · Italia       | 2.ª           | 2023-24       | 9     | 0     | —                | —                | —                     | —                     | 9     | 0     |
| Pisa S. C. · Italia       | Total club    | Total club    | 36    | 3     | 7                | 3                | 0                     | 0                     | 43    | 6     |
| F. C. Crotone · Italia    | 3.ª           | 2024-25       | 14    | 0     | —                | —                | —                     | —                     | 14    | 0     |
| F. C. Crotone · Italia    | Total club    | Total club    | 171   | 6     | 10               | 1                | 0                     | 0                     | 181   | 7     |
| A. S. Cittadella · Italia | 3.ª           | 2025-26       | 0     | 0     | —                | —                | —                     | —                     | 0     | 0     |
| A. S. Cittadella · Italia | Total club    | Total club    | 0     | 0     | 0                | 0                | 0                     | 0                     | 0     | 0     |
| Total carrera             | Total carrera | Total carrera | 335   | 13    | 24               | 4                | 0                     | 0                     | 359   | 17    |